# Rhampsinitus granarius
Rhampsinitus granarius is een hooiwagen uit de familie echte hooiwagens (Phalangiidae).